# Knut Risan

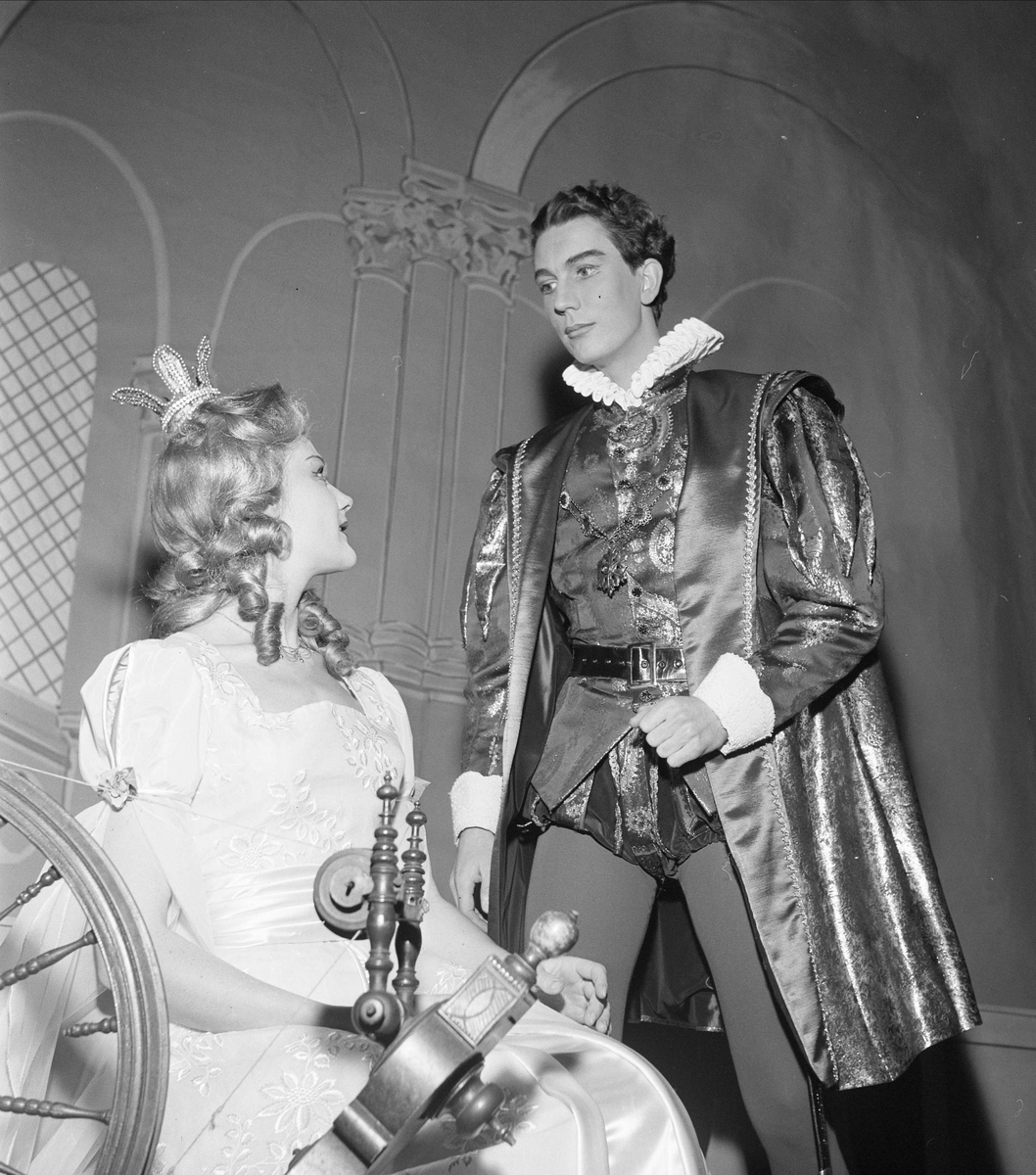
Knut Risan (t.h.) med Bente Børsum på Nationaltheatret, 1958.

Knut Risan, född 19 februari 1930 i Nidaros, död 1 februari 2011, var en norsk skådespelare. Han var gift med Astrid Folstad.
Risan scendebuterade på Nationaltheatret 1956 som Kasper i Folk och rövare i Kamomilla stad och var sedan anställd där till 1998, med gästuppträdanden bland annat vid Den Norske Opera, Den Nationale Scene och Riksteatret. Bland hans viktigaste roller är titelrollen i Tartuffe, Nils Lykke i Fru Inger till Östråt, Rörlund i Samhällets stöttor och Wangel i Frun från havet.
Inom musikteatern spelade han i så olika föreställningar som Läderlappen, Glada änkan, Tolvskillingsoperan och Teenagerlove. Från TV är han särskilt ihågkommen som Helmer i Ett dockhem och som Greven av Monte Christo.
Risan mottog Per Aabels ærespris 1993.

## Filmografi (urval)
- 1960 – Venner
- 1961 – Norges söner
- 1979 – Jul i skomakergata (TV-serie)